# Paule Noyart
Paule Noyart est une femme de lettres et traductrice québécoise d'origine belge.
Elle a écrit des romans et des nouvelles et produit de nombreuses traductions, notamment d'œuvres de Marian Engel, Mordecai Richler, Edward Plillips, Linda Shierse Leonard, Stephen Crane, Evelyn Lau, Ann Charney, Gail Scott, Ivan Illich, Elizabeth Abbott, Camilla Gibb, et Yann Martel.

## Œuvre

### Roman
- La Chinoise blonde, Les Éditions de l'Hexagone, juin 1991, 234 p. (ISBN 978-2-89026-409-0)
- Vigie, Les Éditions XYZ inc., février 1993, 124 p. (ISBN 978-2-89261-075-8)
- La danse d'Issam, Leméac Editeur Inc., août 1998, 370 p. (ISBN 978-2-7609-3204-3)
- Un amer remarquable, Leméac Editeur Inc., septembre 2002, 168 p. (ISBN 978-2-7609-3244-9)
- Compote et gruau, Leméac Editeur Inc., août 2000, 68 p. (ISBN 978-2-7609-3222-7)
- Le Pékinois de monsieur Chang, Leméac Editeur Inc., septembre 2004, 144 p. (ISBN 978-2-7609-3258-6)
- La nuit d'Ostende, Leméac Editeur Inc., mars 2011, 638 p. (ISBN 978-2-7609-3329-3)
- Les vertus du lait de poule : récits, Montréal, Éditions Leméac, 2013 (ISBN 978-2-7609-3368-2)

### Nouvelles
- Cinq minutes dans un grenier, 1999

### Traductions
- Stephen Crane, Le Visage incendié [« The Monster »], Éditions Complexe, Bruxelles, 1991, 141 p.  (ISBN 2870273819)
- Stephen Crane, Les Cavaliers noirs et autres poèmes, Orphée/La Différence, Paris, 1993, 187 p. (2-7291-0898-X)
- Camilla Gibb (trad. de l'anglais par Paule Noyart), Le Miel d'Harar : roman [« Sweetness in the Belly »], Montréal/Arles, Actes Sud, mai 2008, 400 p. (ISBN 978-2-7427-7398-5)
- Martha Baillie (trad. Paule Noyart) La disparition d'Heinrich Schlögel (The Search for Heinrich Schlögel) Leméac Éd., 287 p.  (ISBN 978-2-7609-4722-1) Journal Le Monde - Alice Zeniter : "La traduction [de Search for Heinrich Schlögel] révèle son extrême qualité : Paule Noyart traduit ce roman, qui bascule de la minutie du travail d'archive à l'extraordinaire fracas des glaciers qui avalent le temps, avec une précision que j'admire. La beauté concise de certaines phrases arrête net la lecture."

## Récompenses
- 1994 - Prix Le Signet d'Or de traduction, Dobryd d'Ann Charney
- 1998 - Finaliste au Prix littéraire du Gouverneur général de traduction, Leonard Cohen - Le Canadien errant
- 2001 - Prix Alfred-DesRochers, Compote et gruau
- 2002 - Prix littéraire du Gouverneur général, traduction française, pour Histoire universelle de la chasteté et du célibat, traduction de A History of Celibacy d'Elizabeth Abbott[1]
- 2003 - Finaliste au Prix littéraire du Gouverneur général de traduction, L’Or bleu: l’eau, nouvel enjeu stratégique et commercial[4]
- 2009 - Prix littéraire du Gouverneur général, traduction française, pour Le miel d'Harar, traduction de Sweetness In The Belly de Camilla Gibb[5], 2012, traduction de "The beauty of the humanity movment, de Camilla Gibb.